# Rubidiumoxid
Rubidiumoxid ist ein Oxid des Rubidiums, das mit Wasser heftig reagiert. Es kommt in der Natur nicht vor.

## Eigenschaften
Rubidiumoxid ist ein farbloser, in der Hitze gelber, kristalliner Feststoff. Das Salz kristallisiert in einer anti-Calciumfluorid-Struktur. Die Kristalle sind kubisch mit der Raumgruppe Fm3m (Raumgruppen-Nr. 225), dem Gitterparameter a = 674 pm sowie vier Formeleinheiten pro Elementarzelle. Rubidiumoxid reagiert heftig mit Wasser:
{\displaystyle \mathrm {Rb_{2}O+H_{2}O\longrightarrow 2\ RbOH} }
Die Standardbildungsenthalpie von Rubidiumoxid beträgt ΔHf0 = −331 kJ/mol.
Unter Lichteinwirkung erfolgt langsame Zersetzung unter Dunkelfärbung.

## Gewinnung und Darstellung
Rubidiumoxid kann durch Reaktion von Rubidium und Rubidiumhydroxid hergestellt werden:
{\displaystyle \mathrm {2\ Rb+2\ RbOH\longrightarrow 2\ Rb_{2}O+H_{2}} }
weitere Synthesemöglichkeiten sind:
{\displaystyle \mathrm {3\ Rb+RbO_{2}\longrightarrow 2\ Rb_{2}O} }
und
{\displaystyle \mathrm {10\ Rb+2\ RbNO_{3}\longrightarrow 6\ Rb_{2}O+N_{2}} }
sowie
{\displaystyle {\ce {2 Rb + HgO -> Rb2O + Hg}}}.
Durch die direkte Reaktion von Rubidium und Sauerstoff entstehen dagegen Rubidiumhyperoxid RbO2 (hauptsächlich) oder Rubidiumperoxid Rb2O2.

## Sicherheitshinweise
Da Rubidiumoxid stark mit Wasser reagiert, wirkt es auf der Haut als Base. Beim Umgang mit Rubidiumoxid ist somit die Berührung mit Haut zu vermeiden.